# Gobernación de Suwałki
La gobernación de Suwałki (en ruso: Сувалкская губерния, polaco: gubernia suwalska, en lituano: Suvalkų gubernija) era una unidad administrativa (gubernia) del Zarato de Polonia con capital en Suwałki. Cubría un territorio de aproximadamente 12,300 km².

## Historia
En 1867 los territorios de las gobernaciones de Augustów y de Płock fueron divididos entre las de Płock, Suwałki (consistiendo mayormente de territorios de Augustów) y la recién creada Łomża.
Después de la Primera Guerra Mundial, la gobernación fue dividida entre Polonia y Lituania, mayoritariamente a lo largo de líneas étnicas (con excepción de Puńsk). La parte polaca, conocida como región de Suwałki, fue incorporada al voivodato de Białystok. La región etnográfica lituana de Suvalkija fue nombrado por la gubernia.

## Divisiones administrativas
Estaba dividido en siete condados:
| Condado      | Escudo | Capital      | Ciudades importantes                                     |
| ------------ | ------ | ------------ | -------------------------------------------------------- |
| Augustów     |        | Augustów     | Lipsk • Raczki • Sopoćkinie                              |
| Kalvarija    |        | Kalvarija    | Liudvinavas • Alytus • Simnas                            |
| Marijampolė  |        | Marijampolė  | Balbieriškis • Pilviškės • Panemunė • Prienai • Zapyškis |
| Sejny        |        | Sejny        | Kapčiamiestis • Lazdijai • Seirijai                      |
| Suwałki      |        | Suwałki      | Bakałarzewo • Filipów • Przerośl • Wiżajny               |
| Naujamiestis |        | Naujamiestis | Sudargas • Šakiai                                        |
| Vilkaviškis  |        | Vilkaviškis  | Virbalis • Vištytis                                      |

## Demografía
Según las estadísticas del Imperio ruso de 1889, la gobernación de Suwałki era predominantemente lituana -los lituanos comprendieron 57.8% de la población. Los lituanos formaron una mayoría sólo en la parte del norte (condados de Kalvarija, Marijampolė, Naujamiestis, Vilkaviškis y parte oriental de Sejny) y los polacos eran mayoría en la parte del sur (condados de Suwałki, Augustów y parte occidental de Sejny).
| Población en 1897 | Población en 1897 | Población en 1897 |
| Nacionalidad      | Población         | Porcentaje        |
| ----------------- | ----------------- | ----------------- |
| Lituanos          | 304,500           | 52%               |
| Polacos           | 134,000           | 23%               |
| Judíos            | 59,100            | 10%               |
| Alemanes          | 30,500            | 5%                |
| Bielorrusios      | 26,600            | 5%                |
| Rusos             | 24,500            | 4%                |
| Otros             | 3,700             | .7%               |
| Total             | 582,900           | 100%              |